# 滋賀県立図書館
滋賀県立図書館（しがけんりつとしょかん）は、滋賀県大津市瀬田のびわこ文化公園の文化ゾーンにある公共図書館。

## 概要
1943年（昭和18年）6月20日、滋賀県大津市神出筒井にあった滋賀県商品陳列所に開館した。1947年（昭和22年）に大津公民館内に移転。1954年（昭和29年）には滋賀会館内に移転した。1980年（昭和55年）7月から文化ゾーン内の新館に移転開館した。
2002年度から2008年度まで100人当たりの貸し出し数が全国1位で、2009年度から2016年度まで全国2位と全国でも有数の貸し出し数である。
2025年（令和7年）5月27日、図書館ホームページに不正アクセスがあり、図書館は当該ホームページを一時的に閉鎖した。蔵書検索などが利用できない状況になったが、窓口での貸出や返却は通常通り行われた。

## 蔵書
- 2022年（令和4年）時点で蔵書数は約151万冊で、東京都・大阪府・岡山県に次いで4番目の蔵書数である[10]。また、児童書は約26万冊（そのうち児童室は約4万冊）で、これは都道府県立図書館59館ある中で2番目に多い。[11]
- 1年間に出版される児童書は日本国内で4千点以上あるが、滋賀県立図書館は1988年（昭和63年）から日本国内で刊行されている児童書を全て購入している[11]。かつては全国の都道府県の中で唯一の取り組みであった[11]。児童書をおおまかに「絵本」「読み物」「知識の本」と分類し、対象は中学生までとしている[11]。全数購入には利点があり、児童書の出版傾向や児童文化の移り変わりを調査するにも有用である[11]。なお、滋賀県立図書館には大人ならば誰でも利用可能で、児童書の選書や研究のために設けられた「児童図書研究室」があり、この中には直近3年分の絵本などが並べられている[11]。

## 沿革
- 1943年（昭和18年）6月20日 - 開館（当時の所在地は大津市神出筒井）[12]
- 1947年（昭和22年） - 大津公民館に移転[12]
- 1954年（昭和29年） - 滋賀会館に移転[12]
- 1956年（昭和31年） - 移動図書館 ほたるび号の運行を開始
- 1958年（昭和33年） - 移動図書館 しらゆき号の運行を開始
- 1961年（昭和36年） - 第1回「本を読むお母さん大会」を開催
- 1980年（昭和55年）
  - 3月 - 「図書館振興に関する提言」を発行（滋賀県図書館振興対策委員会）
  - 4月 - 現在地に移転[12]
  - 7月10日 - 開館（※翌日から一般利用を開始）
- 1981年（昭和56年） - 協力車の運行を開始したため、移動図書館 しらゆき号は廃止となる
- 1982年（昭和57年） - 貸出冊数制限を5冊へ緩和（以前は最大3冊まで）。併せて、郵送貸出を開始。また、同年に「滋賀県関係新聞記事索引」作成を開始
- 1983年（昭和58年） - 湖南省図書館と姉妹協定・資料交換事業開始（※湖南省は滋賀県の友好自治体）
- 1984年（昭和59年） - 移動図書館 ほたるび号を廃止
- 1985年（昭和60年） - コンピュータ稼働（県立レベルは全国初）
- 1989年（平成元年） - 児童図書全件購入開始、地下書庫の建設工事に着手
- 1991年（平成3年） - 地下書庫が竣工[10]。貸出冊数の制限を撤廃する。同年、県内市町村立図書館の人口あたり貸出冊数が全国2位に浮上
- 1992年（平成4年） - 資料保存センターの業務を開始
- 1995年（平成7年） - 貸出冊数制限を再開し、最大10冊の制限を設ける。同年、利用者用検索端末を設置する
- 1998年（平成10年） - 1階ロビーに貸出カウンターを設置し、ロッカーを増設
- 1999年（平成11年） - 祝日も開館日となる。同年に第85回全国図書館大会を開催
- 2001年（平成13年） - インターネットによる書誌情報提供サービスを開始
- 2002年（平成14年） - 利用者用インターネット端末を設置。同年、県内市町村立図書館の人口あたり貸出冊数が全国1位となる
- 2006年（平成18年） - インターネットによる予約サービスを開始。同年に県内図書館横断検索サービス、デジタルアーカイブ「近江デジタル歴史街道」事業を開始
- 2007年（平成19年） - 中国湖南省図書館職員との交流研修を受け入れる
- 2008年（平成20年） - 火曜も閉館日となる。同年に「土曜サロン」を開始し、ラオス国立大学図書館長（ラオス図書館協会副会長）研修研修を受け入れる
- 2010年（平成22年） - 「住民生活に光をそそぐ交付金」により、地域課題対応重点資料整備等を実施
- 2011年（平成23年） - 障害者サービスを拡大（デイジー図書貸出を開始）。同年より県内全公立図書館の横断検索ができるようになった
- 2012年（平成24年） - 「夏の節電クールアクション2012」の一環として、夏休み全日開館を実施
- 2014年（平成26年） - 図書館協議会を設置
- 2015年（平成27年） - 「学校図書館活用支援」事業を開始（2017年まで）、「滋賀の魅力発信担い手育成支援」事業を実施
- 2016年（平成28年） - 図書・情報整備による「次世代のための成長産業支援」事業を実施
- 2017年（平成29年） - 「これからの滋賀県立図書館のあり方」を策定し、「産業育成のための情報基盤整備」事業を実施（2019年度まで実施）
- 2018年（平成30年） - 「図書館職員専門研修」事業の拡充 （「ステップアップ研修」「専門分野実務研修」を新設）
- 2019年（令和元年） - 「楽しむ読書応援」事業を実施 「子どもの読書に関わる人々への支援」事業を実施（2021年度まで継続して実施）
- 2020年（令和2年） - 「学校図書館を活用した楽しむ読書推進」事業・「滋賀の森づくり図書整備」事業を実施（ともに、2021年度も実施）
- 2021年（令和3年） - 「子どもに向けた多文化サービス推進」事業・「読書バリアフリーのための資料整備」事業を実施

## サービス
館外貸出
10冊まで3週間
開館時間
平日：10時00分 - 18時00分
土日祝：10時00分 - 17時00分
休館日
月曜日・火曜日（祝日の場合は開館し、その週の水曜日を休館）
祝日の翌日（翌日が土・日曜日の場合は開館）
年末年始（12月28日から1月4日まで）
特別整理期間

## 設備

### 地下書庫
地下4階建て、一部地上2階建てで、延べ約5900平方メートル。戦前の雑誌を含め約100万冊を保管している。当初の想定より空きスペースがあり、更に20万冊（20年分）は収蔵できる見込み。書籍の劣化を防ぐため除湿機を用いて湿度50～60％を保っている。
2024年（令和6年）1月から3月にかけてエレベーターを取り換える工事を実施したが、安全のため書庫に入れなくなり、書庫の蔵書の貸し出しや閲覧ができなくなった。

## 立地

### 交通機関
- JR琵琶湖線（東海道本線）瀬田駅から帝産湖南交通で文化ゾーン前下車（※一部の便は「(文化ゾーン)県立図書館・美術館前」下車に変わる）

### 自動車
- 新名神高速道路 草津田上インターチェンジから瀬田方面へ約2km。